# 茶屋町橋梁

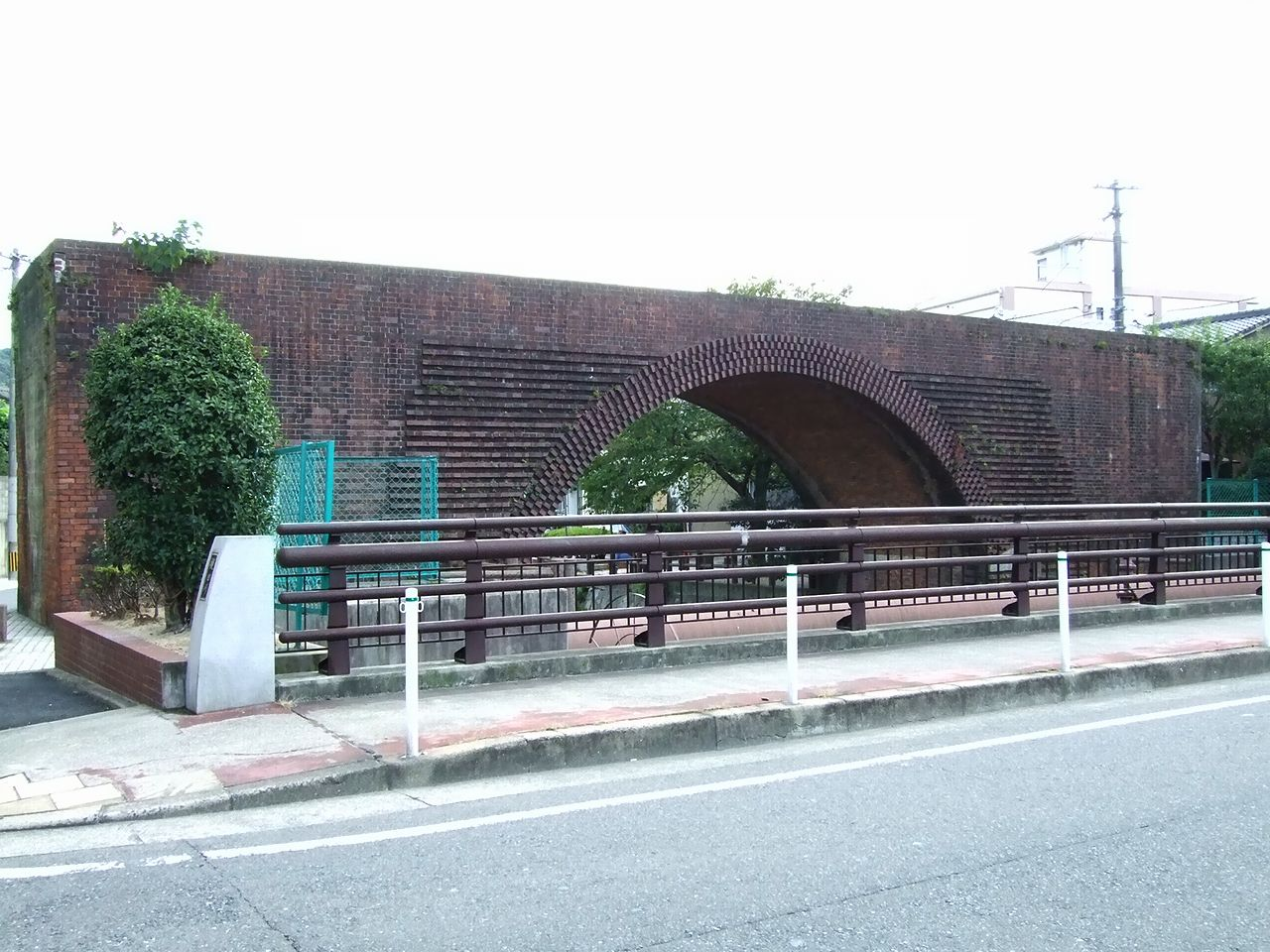
茶屋町橋梁跡（北九州市史跡に指定）

茶屋町橋梁（ちゃやまちきょうりょう）は、福岡県北九州市八幡東区茶屋町にある旧・鉄道院大蔵線の鉄道橋（廃橋）である。なお、正式名称は茶屋川橋梁である。

## 概要
1911年（明治44年）に廃止された旧・大蔵線の小倉駅 - 大蔵駅間に所在する橋長20.51m、スパン長9.14mの単線用煉瓦アーチ橋である。1890年（明治23年）11月に竣工、1891年（明治24年）4月1日に供用開始したが、大蔵線の廃止に伴い1911年（明治44年）10月1日に供用停止となり、ほぼ撤去されずに今日に至っている。設計はドイツ人技師ヘルマン・ルムシュッテルおよび野辺地久記。
本橋梁の特徴として、板櫃川支流槻田川の下流（橋梁北）側の煉瓦積みには、将来の複線化の際の橋梁増設を考慮して煉瓦を交互に突き出させた「げた歯構造」と呼ばれる積み方となっており、縞模様および市松模様に見える。
本橋梁は1976年（昭和51年）3月22日に北九州市の市史跡に指定されており、説明板が設けられている。また、2007年（平成19年）11月30日に近代化産業遺産（31.北九州炭鉱 - 筑豊炭田からの石炭輸送・貿易関連遺産）に認定されている。

## 周辺
- 茶屋町緑地
- 板櫃川
- 福岡県道296号大蔵到津線（旧電車通り）

## その他
旧・大蔵線には歴史的に重要な建造物も残されており、当橋梁と同様に尾倉橋梁、大蔵駅跡にも説明板が設けられている。